# Sadki (rejon czortkowski)
Sadki – wieś na Ukrainie w rejonie czortkowskim należącym do obwodu tarnopolskiego.
Do 2020 w rejonie zaleszczyckim.

## Linki zewnętrzne

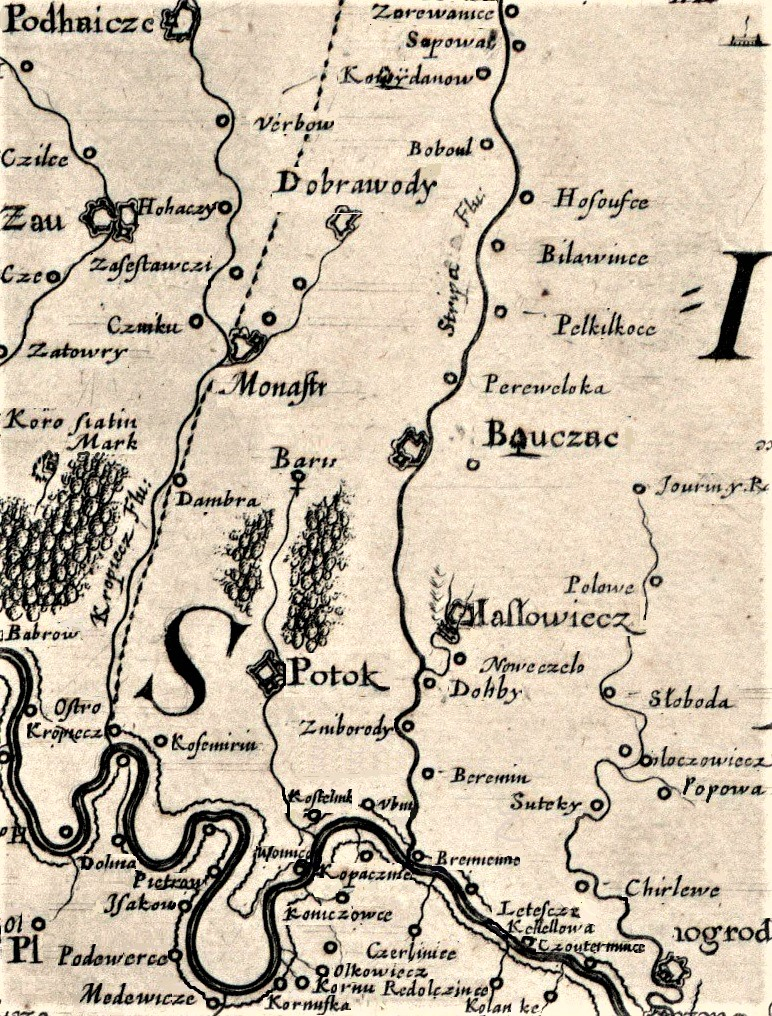
Suteky na mapie z 1650